# Sébastien Frey
Sébastien Frey (født 18. marts 1980 i Thonon-les-Bains, Frankrig) er en fransk tidligere fodboldspiller, der spillede som målmand. Han tilbragte mere end 10 år af sin karriere i Italien, hos blandt andet Fiorentina, Inter og Parma.
Frey fik debut for Frankrigs fodboldlandshold den 21. november 2007 i en EM-kvalifikationskamp mod Ukraine. Han blev udtaget til den franske trup til EM i 2008, hvor han dog sad på bænken i alle Frankrigs 3 kampe.

## Resultater
Coppa Italia
- 2002 med Parma